# شهر ایکویل
شهر ایکویل (به اسپانیایی: Aiquile Municipality) یک سکونتگاه مسکونی در بولیوی است که در Cochabamba Department واقع شده‌است.

## خصوصیات
شهر ایکویل ۲٬۵۰۰ کیلومترمربع مساحت و ۲۶٬۱۸۱ نفر جمعیت دارد.